# Catherine McClements

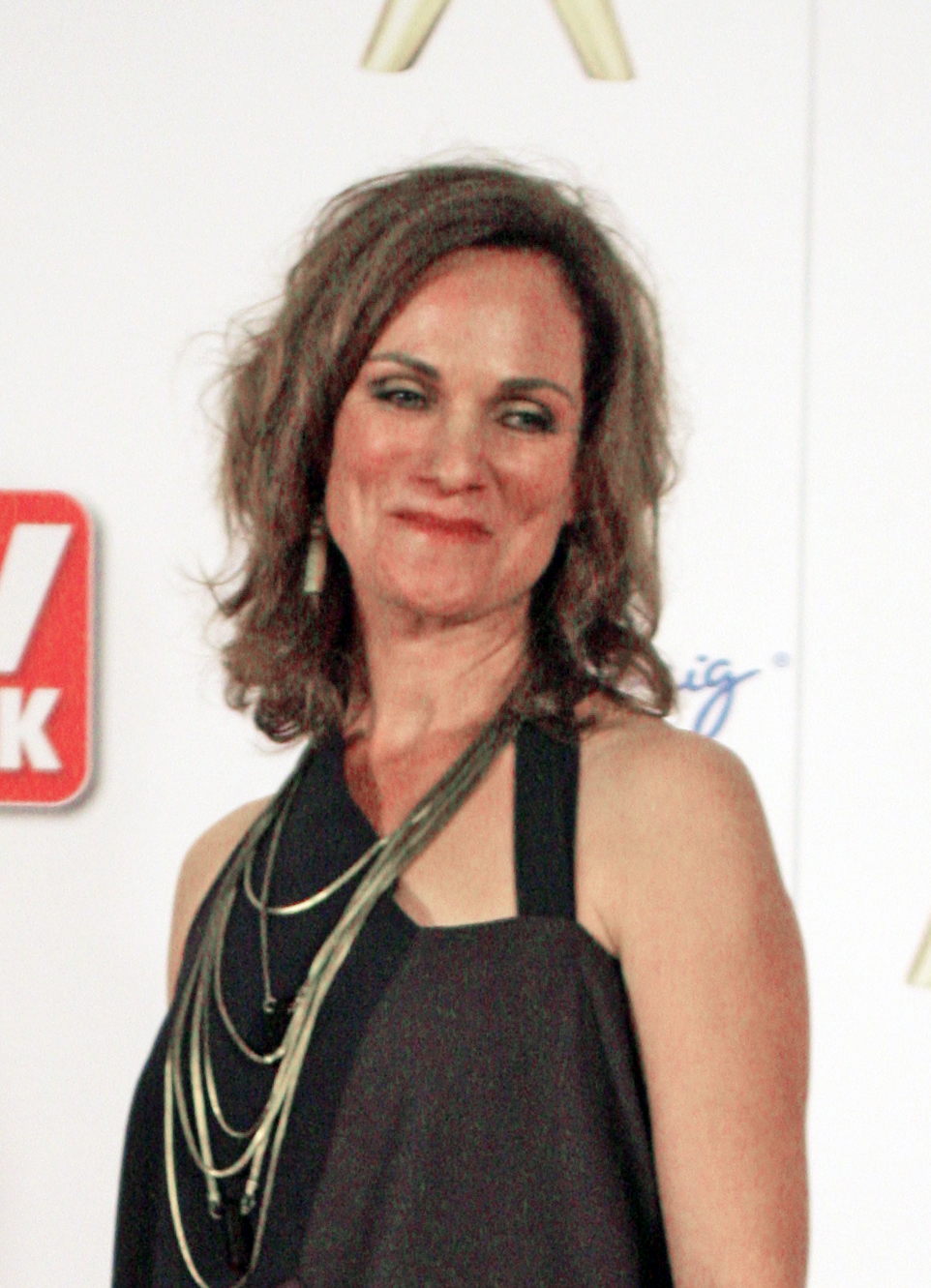
Catherine McClements 2011 bei den Logie Awards

Catherine McClements (* 1965 in Melbourne, Victoria) ist eine australische Schauspielerin. Sie ist die Schwester des ehemaligen Chief Executive Officers der Victorian Major Events Company, Brendan McClements, und der Fernsehproduzentin Georgina McClements.

## Leben und Karriere
Catherine McClements wurde 1965 in Melbourne im australischen Bundesstaat Victoria geboren. Nachdem sie zwei Jahre lang am St Martin’s Youth Arts Centre in Melbourne Theater gespielt hatte, besuchte sie im Alter von 17 Jahren das National Institute of Dramatic Art in Sydney. 1985 machte sie ihren Abschluss, zusammen mit Baz Luhrmann, Sonia Todd und Justin Monjo. Während ihres Studiums des Bibliothekswesens an der Universität Melbourne spielte sie unter anderem in My Brother Tom und Was vom Leben übrigbleibt mit. Es folgten Auftritte in Gib’ nicht auf, Pat und Weekend With Kate. Für Weekend With Kate gewann sie 1990 einen AFI Award in der Kategorie „Beste Schauspielerin in einem Film“. 1993 spielte sie in der elfteiligen Miniserie The Girl from Tomorrow Part II: Tomorrow’s End die Rolle der Lorien. 1996 folgte ihr bis dahin größter Erfolg, die Rolle als Detective Senior Constable Rachel „Goldie“ Goldstein in der australischen Krimiserie Water Rats – Die Hafencops. Dort war sie von 1996 bis 2000 in 116 Episoden zu sehen. Nach dem Ausstieg aus der Serie folgten Auftritte im Fernsehfilm Waiting at the Royal und in Besser als Sex. Von 2001 bis 2002 war sie in der Fernsehserie The Secret Life of Us in der Nebenrolle der Carmen zu sehen, wofür sie 2001 den AFI Award in der Kategorie „Beste Schauspielerin in einer Gastrolle in einer Fernsehserie“ gewinnen konnte. Ein Jahr später war sie in der kurzlebigen Dramaserie CrashBurn in 13 Episoden als Rosie Harfield zu sehen.
2005 folgte ein Auftritt in Mary Bryant – Flucht aus der Hölle als Marleen sowie 2006 im Kurzfilm Sexy Thing und in einer Episode der Fernsehserie Real Stories. Nach einem Jahr Pause folgte 2008 eine Rolle im Fernsehfilm Emerald Falls und 2010 in einer Episode der US-amerikanischen Dramaserie The Pacific des Pay-TV-Senders HBO. Von 2008 bis 2011 hatte sie die Rolle der Kerry Vincent in der australischen Dramaserie Rush inne. Daneben war sie seit 2009 in Tangle als Christine Williams zu sehen.
Catherine McClements ist mit dem Schauspieler Jacek Koman verheiratet. Sie haben zusammen eine Tochter (* 2001) und einen Sohn (* 2007).

## Filmografie (Auswahl)
- 1986: Just Us
- 1986: My Brother Tom (Miniserie)
- 1987: Was vom Leben übrigbleibt (The Right Hand Man)
- 1990: Gib’ nicht auf, Pat (Struck by Lightning)
- 1990. Weekend With Kate
- 1993: The Girl from Tomorrow Part II: Tomorrow’s End (Fernsehserie, 11 Episoden)
- 1996–2000: Water Rats – Die Hafencops (Water Rats, Fernsehserie, 116 Episoden)
- 2000: Waiting at the Royal (Fernsehfilm)
- 2000: Besser als Sex (Better Than Sex)
- 2001–2002: The Secret Life of Us (Fernsehserie, 10 Episoden)
- 2003: CrashBurn (Fernsehserie, 13 Episoden)
- 2005: Mary Bryant – Flucht aus der Hölle (Mary Bryant, Miniserie)
- 2006: Sexy Thing (Kurzfilm)
- 2006: Real Stories (Fernsehserie, Episode 1x08)
- 2007: Fast Lane
- 2008: Emerald Falls (Fernsehfilm)
- 2008–2011: Rush (Fernsehserie, 70 Episoden)
- seit 2009: Tangle (Fernsehserie)
- 2010: The Pacific (Miniserie, 1 Episode)
- 2013: Wentworth (Fernsehserie, 4 Episoden)

## Auszeichnungen und Nominierungen
- AFI Award
  - Gewonnen – Beste Schauspielerin in einer Dramaserie – Tangle (2010)
  - Nominiert – Beste Schauspielerin in einem Fernsehfilm – Call Me Mum (2007)
  - Gewonnen – Beste Schauspielerin in einer Gastrolle in einer Fernsehserie – The Secret Life of Us (2001)
  - Nominiert – Beste Schauspielerin in einer Dramaserie – Water Rats (1999)
  - Gewonnen – Beste Schauspielerin in einem Film – Weekend With Kate (1990)

- Logie Award
  - Nominiert – Beste Schauspielerin in einer Fernsehserie – Rush (2011)
  - Nominiert – Beste Schauspielerin in einer Fernsehserie – Water Rats (2001)
  - Nominiert – Beliebteste Schauspielerin – Water Rats (1998)
  - Gewonnen – Beste Schauspielerin in einer Fernsehserie – Water Rats (1998)

- Asia Pacific Film Award
  - Gewonnen – Beste Nebendarstellerin in einem Film – Redheads (1993)

- ASTRA Award
  - Nominiert – Herausragende Leistung einer Schauspielerin in einer Fernsehserie – Tangle (2010)

- People’s Choice Award Australien
  - Nominiert – Beliebteste Schauspielerin in einer Dramaserie – Water Rats (1998)